# بلانكا من نامور
بلانكا من نامور (بالسويدية والنرويجية: Blanka؛ 1320– 1363)؛ كانت ملكة السويد والنرويج باعتبارها زوجة الملك ماغنوس الرابع/السابع، بلانش هي الابنة الكبرى لـ جان الأول ماركيز نامور وماري من أرتوا، من جهة والدها تعتبر عضوًا في عائلة دامبيير القوية وذلك باعتبارها حفيدة الكونت غي من فلاندرز، ومن جهة والدتها تعتبر مرتبطة بأسرة الحاكمة الفرنسية، فوالدتها تعتبر ابنة فيليب من أرتوا حفيد لويس الثامن ملك فرنسا من الجيل الثالث من ناحية والدها، وبالتالي عضو من إحدى فروع من أسرة كابيه.
من غير المعروف سبب ترتيب الزواج بين ملك السويد والنرويج وأحد أعضاء بيت نامور، ففي يونيو 1334 سافر الملك ماغنوس من النرويج نحو نامور ليتقدم بطلب الزواج، بحيث كانوا مخطوبين في نامور وخلال خريف 1334 عاد ماغنوس إلى السويد، وفي خريف العام التالي غادرت بلانش نامور وأقيم حفل الزفاف في أكتوبر أو أوائل نوفمبر، كان لدى بلانش وماغنوس ولدان: إريك وهوكون، بالإضافة إلى ثلاث بنات على الأقل ماتوا عندما كُن أطفال.
خدمت القديسة السويدية بريجيت المستقبلية كـ وصيفة الملكة لها خلال فترة غير معروفة، وكانت تتواصل اجتماعيًا بانتظام مع الزوجين الملكيين قبل أن تغادر السويد نحو روما عام 1349، وتركت بريدجيت أوصافًا لهم والبلاط الملكي، ففي خمسينيات القرن الرابع عشر حدثت أزمة بسبب الموت الأسود في السويد والنرويج والسياسة الفاشلة نحو بحر البلطيق، أعقبها تقسيم مملكة السويد والنرويج عندما أُعلن أن ابنهما الثاني هوكون السادس ملك النرويج أصبح بالغاً وحرًا من وصاية والده، مما أدى إلى نهاية مملكتي السويد والنرويج المتحدة، وفي عام 1356 دعمت المعارضة ابنهم الأكبر إريك في تمرد ضد والديه، مما أدى إلى وساطة حيث كان على الملك ماغنوس أن يجعل إريك حاكمًا مناصفاً له ويقسم السويد فيما بينهما، خلال هذا الصراع يبدو أن الملكة بلانكا دعمت زوجها ضد ابنهما، وعندما توفي إريك وزوجته بياتريس البافارية عام 1359، واتُهمت بتسميمهما وهي اتهامات يُنظر إليها على أنها مجرد جزء من الدعاية ضدها، وإما الرأي الآن يعتبر أنهم ماتوا بالطاعون، في 9 أبريل 1363 حضرت هي وماغنوس حفل زفاف ابنهما هوكون من مارغريت ابنة فالديمار الرابع ملك الدنمارك في كوبنهاغن، وبعد وقت قصير من الزفاف مرضت بلانش وتوفيت ولم يعرف سبب الوفاة والمكان الذي دفنت فيه.